# علي فرج
علي عمر فرج (من مواليد 22 أبريل 1992 في القاهرة) هو لاعب إسكواتش مصري محترف ولاعب منتخب مصر للاسكواش رجال. حقق أفضل تصنيف له على المستوى الدولي بعدما حل في المركز الأول عالميًا في يونيو 2022، وكان قد حل في المركز الثاني عالمياً في أبريل 2018 بعد أن صنف في المركز الثالث في ديسمبر 2017. متزوج من لاعبة الإسكواتش المصرية المحترفة نور الطيب.

## المسيرة الرياضية
تخرج فرج من جامعة هارفارد في عام 2014 حيث حصل على شهادة الهندسة الميكانيكية، كما كان يعد واحدا من أفضل اللاعبين في الجامعة بهزيمتين فقط في رصيده. وكعضو في فريق الإسكواتش بجامعة هارفارد، حصل على لقبين محليين فرديين كما ساعد الفريق عام 2014 في الفوز بأول لقب جامعي له منذ 17 عامًا.
بعد تخرجه، حول فرج إهتمامه إلى المسار الإحترافي ما مكنه تسلق أعلى التصنيفات العالمية في زمن قياسي. حيث حصل على لقب أفضل لاعب إسكواتش للشهر في أبريل 2015 من قبل الاتحاد الدولي لمحترفي الاسكواش وذلك بعد وصوله في ترتيب القائمة الرئيسية لبطولة الجونة الدولية للإسكواش مجتازا بنجاح التصفيات وكذا حصوله على عدة ألقاب في أيرلندا.
عرف على فرج روحه الرياضية ولعبه النظيف، ما أكسبه تقدير زملائه في الجامعة ومنافسيه.

## إنجازات عالمية

### ألقاب

#### بطولة السويد المفتوحة للإسكواتش
| النتيجة | السنة | المنافس     | النتيجة في النهائي            |
| البطل   | 2018  | سيمون روزنر | 11-9, 5-11, 6-11, 11-7, 12-10 |

#### بطولة مصر للاسكواش
| النتيجة | السنة | المنافس | النتيجة في النهائي |
| البطل   | 2018  |         |                    |

#### بطولة أمريكا المفتوحة للإسكواش
| النتيجة | السنة | المنافس       | النتيجة في النهائي            |
| البطل   | 2017  | محمد الشوربجي | 12-10, 11-9, 11-8 (49دقيقة) · |

#### بطولة العالم لفرق الاسكواش
| النتيجة | السنة | المنافس | النتيجة في النهائي |
| البطل   | 2017  |         |                    |

#### بطولة موتور سيتى المفتوحة للاسكواش
| النتيجة | السنة | المنافس   | النتيجة في النهائي     |
| البطل   | 2016  | نيك ماثيو | 11-7, 5-11, 11-6, 11-7 |

### نهائيات

#### بطولة الجونة الدولية
| النتيجة                | السنة | المنافس الفائز | النتيجة في النهائي          |
| الوصيف (المركز الثاني) | 2018  | مروان الشوربجي | 11-8, 11-5, 11-4 (39 دقيقة) |

#### بطولة هونغ كونغ المفتوحة للاسكواش
| النتيجة                | السنة | المنافس الفائز | النتيجة في النهائي           |
| الوصيف (المركز الثاني) | 2017  | محمد الشوربجي  | 11-6, 5-11, 11-4, 7-11, 11-3 |

#### بطولة الصين المفتوحة للاسكواش
| النتيجة                | السنة | المنافس الفائز | النتيجة في النهائي                      |
| الوصيف (المركز الثاني) | 2017  | رامي عاشور     | 11-3, 11-8, 10-12, 2-11, 11-5 (60دقيقة) |

#### بطولة بيلفو اسكواش كلاسيك
| النتيجة                | السنة | المنافس الفائز | النتيجة في النهائي |
| الوصيف (المركز الثاني) | 2017  | غريغوري غوتييه | 12-10, 12-10, 11-8 |

#### كأس جراسهوبر
| النتيجة                | السنة | المنافس الفائز | النتيجة في النهائي |
| الوصيف (المركز الثاني) | 2017  | غريغوري غوتييه | 11-8, 11-9, 14-12  |

#### بطولة موتور سيتى المفتوحة للاسكواش
| النتيجة                | السنة | المنافس الفائز | النتيجة في النهائي     |
| الوصيف (المركز الثاني) | 2017  | ريان كوسكيلي   | 4–11, 11–5, 11–5, 11–9 |

#### بطولة الأهرام الدولية
| النتيجة                | السنة | المنافس الفائز  | النتيجة في النهائي |
| الوصيف (المركز الثاني) | 2016  | كريم عبد الجواد | 11-4, 11-7, 11-5   |

#### بطولة العالم للاسكواش للناشئين
| النتيجة                | السنة | المنافس الفائز  | النتيجة في النهائي      |
| الوصيف (المركز الثاني) | 2010  | عمرو خالد خليفة | 8–11, 11–9, 12–10, 11–7 |

## حياته الخاصة
تزوج فرج من صديقة طفولته وخطيبتة منذ غشت 2014 وزميلته في فريق الإسكواتش للمحترفين نور الطيب في يونيو 2016 بعد علاقة حب طويلة. في عام 2017 حقق الزوجين رقماً قياسياً جديداً ليصبحا أول زوجين متزوجين يفوزان بلقب رئيسي في نفس اليوم بعد فوزهما ببطولة أمريكا المفتوحة للإسكواش.

## روابط خارجية
- علي فرج على موقع الاتحاد الدولي لمحترفي الاسكواش (مؤرشف) (الإنجليزية)
- علي فرج على موقع SquashInfo.com (الإنجليزية)
- علي فرج على قائمة الاتحاد الدولي لمحترفي الاسكواش